# Ebares
Ebares (em persa antigo: Va(h)ubara, em grego antigo: Οἰβάρης) foi um oficial persa de Ciro, o Grande. De acordo com Ctésias, participou da captura do rei medo Astíages, a quem acorrentou a Ecbátana, embora Ciro o tenha libertado. No cerco de Sardes, Ebares aconselhou Ciro a aterrorizar os habitantes com imagens de soldados persas colocadas em postes altos para parecem que eram gigantes, e que o medo assim causado levou à captura da cidade. Quando Ciro enviou Petisacas para trazer Astíages para a corte de sua satrapia (o país dos barcânios), Ebares instigou o mensageiro a deixar o velho rei morrer em um lugar deserto. Quando os fatos foram descobertos Ebares suicidou-se para evitar a vingança de Amitis,  filha de Astíages, embora Ciro lhe desse garantias de proteção.